# Вільям Альберт Гілтнер
Вільям Альберт Гілтнер (англ. William Albert Hiltner, 27 серпня 1914 — 30 вересня 1991) — американський астроном.

## Життєпис
Народився в Контіненталі (штат Огайо). У 1937 закінчив університет в Толідо, продовжував освіту в Мічиганському університеті. У 1943-1971 працював в Єркській обсерваторії (у 1963-1966 — директор), з 1955 — професор Чиказького університету. З 1971 — професор астрономії та завідувач кафедрою Мічиганського університету.
Наукові роботи присвячені зоряній спектроскопії і електрофотометрії. У 1948 спільно з Дж. Холом відкрив лінійну міжзоряну поляризацію світла зірок, опублікував перші каталоги поляризації світла зірок (в 1956 -— каталог 1259 зірок); досліджував зв'язок між ступенем поляризації і величиною міжзоряного поглинання світла. Виконав великі ряди фотоелектричних спостережень зірок. Створив спільно з Р. Вільямсом відомий «Фотометричний атлас зоряних спектрів» (1946). Багато займався конструюванням електрофотометрів, спектрофотометрів, електронно-оптичних перетворювачів для астрономічних цілей.